# Planetarna warstwa graniczna
Planetarna warstwa graniczna (ang. planetary boundary layer, w skrócie PBL), również: warstwa przyziemna, tarciowa – najniższa część atmosfery, będąca pod bezpośrednim wpływem powierzchni planety. Pojęcie warstwy granicznej wywodzi się z dynamiki płynów.
Jest to warstwa, która szybko reaguje termicznie na zmiany temperatury powierzchni, w szczególności nagrzewanie przez promienie słoneczne. Z tego powodu jej temperatura (i grubość) waha się w cyklu dobowym, co nakłada się na roczne zmiany wywołane zmianami nasłonecznienia. Warstwa graniczna w ziemskiej atmosferze zwykle sięga do wysokości kilkuset metrów, ale lokalne czynniki mogą zmieniać jej grubość od 100 m do 2 km. Pionowy gradient temperatury w tej warstwie może być bardzo zmienny, przy silnym wypromieniowaniu ciepła (np. w zimową noc) może występować przyziemna inwersja temperatury.
Prędkość ruchu mas powietrza w warstwie granicznej jest mniejsza niż w wyższych warstwach; rzeźba terenu ma silny wpływ na jej kształtowanie. Tarcie o niejednorodną powierzchnię wywołuje zawirowania powietrza. Duże są także ruchy pionowe wywoływane konwekcją.